# Aurora (Contea di Taylor, Wisconsin)
Aurora è un comune degli Stati Uniti, situato in Wisconsin e in particolare nella Contea di Taylor.